# اچ‌ام‌اس باکسر (۱۹۴۲)
اچ‌ام‌اس باکسر (۱۹۴۲) (به انگلیسی: HMS Boxer (1942)) یک کشتی بود. این کشتی در سال ۱۹۴۲ ساخته شد.